# 明石市消防局
明石市消防局（あかしししょうぼうきょく）は、兵庫県明石市の消防部局（消防本部）。管轄区域は明石市全域。

## 概要
- 消防局：明石市藤江924-8
- 管内面積：49.24km2
- 職員定数：233人
- 消防署1カ所、分署6カ所
- 主力機械（2021年4月1日現在）
  - 普通消防ポンプ自動車：1
  - 水槽付消防ポンプ自動車：9
  - はしご付消防自動車：1
  - 小型はしご車（ＭＶＦ）：１
  - 化学消防自動車：2
  - 高規格救急自動車：9
  - 救助工作車：2
  - 多目的災害対応コンテナ車：1
  - 支援車（国貸与）：1
  - 指揮車：2
  - 査察広報車：3
  - 広報車：3
  - その他：10

## 沿革
- 1948年3月7日 - 自治体消防として、明石市消防本部・明石市消防署を設置する。
- 1948年6月15日 - 消防本部・消防署庁舎が竣工し移転する。
- 1949年9月1日 - 西分署を開設する。
- 1957年3月11日 - 二見分署を開設する。
- 1964年2月24日 - 江井島分署を開設する。
- 1964年10月14日 - 救急自動車を本署に配備し、救急業務を開始する。
- 1969年4月1日 - 消防本部に課制を導入する。
- 1969年4月15日 - 魚住分署を開設する。
- 1970年1月13日 - 屈折はしご付消防自動車を本署に配備する。
- 1971年6月1日 - 朝霧分署を開設する。
- 1971年6月18日 - 化学消防自動車を本署に配備する。
- 1972年7月19日 - 消防本部・消防署新庁舎が竣工し移転する。
- 1972年12月1日 - 二見分署で救急業務を開始する。
- 1973年11月30日 - 救急自動車を二見分署から魚住分署に配置換し、魚住分署で救急業務を開始する。
- 1974年2月8日 - はしご付消防自動車を本署に配備する。
- 1974年3月25日 - 救助工作車を本署に配備する。
- 1976年9月1日 - 西分署で救急業務を開始する。
- 1982年2月16日 - 西分署を西明石分署に改称する。
- 1982年2月17日 - 大久保分署を開設する。
- 1991年11月1日 - 大久保分署で救急業務を開始する。
- 1993年10月27日 - 高規格救急自動車を本署に配備する。
- 1994年4月1日 - 救急救命士業務の本格運用を開始する。
- 1994年11月1日 - 高規格救急自動車を西明石分署に配備する。
- 1996年12月1日 - 高規格救急自動車を魚住分署に配備する。
- 1997年4月1日 - 高規格救急自動車を大久保分署に配備する。
- 1998年4月1日 - 高規格救急自動車を朝霧分署に配備し、救急業務を開始する。
- 2003年3月1日 - 西明石分署を廃止する。
- 2003年4月14日 - 消防本部・消防署新庁舎（現庁舎）が竣工し移転する。旧庁舎に中崎分署を開設する。
- 2005年4月25日 - JR福知山線脱線事故に応援出場する。
- 2004年7月18日 - 福井豪雨災害に緊急消防援助隊を派遣する。
- 2005年3月11日 - 高規格救急自動車を二見分署に配備し、救急業務を開始する。
- 2011年3月11日 - 東日本大震災に緊急消防援助隊を派遣する。
- 2013年4月1日 - 明石消防署に高度救助隊「ART135（Akashi Rescue Team135）」を設置する。
- 2018年4月1日 - 明石市の中核市移行に伴い、組織名称を明石市消防局に変更する。

## 組織
- 本部 - 総務課、警防課、情報指令課、予防課
- 消防署

## 消防署
| 消防署       | 住所                 | 分署 |
| ------------ | -------------------- | --- |
| 明石市消防署 | 明石市藤江924番地の8 | 朝霧分署：明石市朝霧町3丁目10-1 中崎分署：明石市中崎1丁目6-20 大久保分署：明石市大久保町西脇364-12 江井島分署：明石市大久保町江井島794-8 魚住分署：明石市魚住町西岡500 二見分署：明石市二見町西二見767-3 |

## 不祥事
- 2019年11月 - 消防局が11月11から13日実施の、消防司令補への昇任試験で試験を担当する総務課の男性係長（48歳）が、受験者9人のうち2人に具体的な出題内容を漏らしていた。試験の数日前、初日の筆記試験で出題される消防法や消防組織法の詳しい項目を、無料通信アプリLINE使って2人に伝えた。1人は試験に合格。消防局担当者は「事実確認をして厳正に対応する」としている[1]。